# Tractat de Locarno
El Tractat de Locarno fou firmat a la ciutat de Locarno (Suïssa) el 16 d'octubre de 1925 entre els representants d'Alemanya, Bèlgica, França, Regne Unit, Itàlia, Polònia i Txecoslovàquia. La firma d'aquest tractat fou el resultat d'una sèrie de conferències realitzades a la ciutat de Locarno entre el 5 i el 16 d'octubre de 1925.

## Membres presents
Els representants de cada país foren:
- Alemanya: Gustav Stresemann
- Bèlgica: Emile Vandervelde
- França: Aristide Briand
- Regne Unit: Austen Chamberlain
- Itàlia: Benito Mussolini
- Polònia: Alexander Skrzynski
- Txecoslovàquia: Édouard Benes

Les conferències de Locarno foren demanades pel ministre d'afers estrangers alemany Gustav Stresemann en vistes del desfavorable Tractat de Versalles, que condemnava a Alemanya a pagar unes altes quantitats de diners com a indemnitzacions de la Primera Guerra Mundial. Aquests acords es van firmar oficialment a Londres l'1 de desembre de 1925 per garantir l'statu quo a l'Europa occidental.
Per al govern britànic, els objectius principals eren promoure la reconciliació franco-alemanya, i l'expectativa que la reconciliació portaria França a dissoldre el seu Cordon sanitaire, com es coneixia el sistema d'aliança francès a l'Europa de l'Est en període d'entre-guerres. Si França dissolgués les seves aliances a l'Europa de l'Est, Polònia lliuraria pacíficament els territoris cedits per Alemanya al Tractat de Versalles: el Corredor polonès, la Ciutat Lliure de Danzig (actual Gdańsk, Polònia) i l'Alta Silèsia.

## Conferències

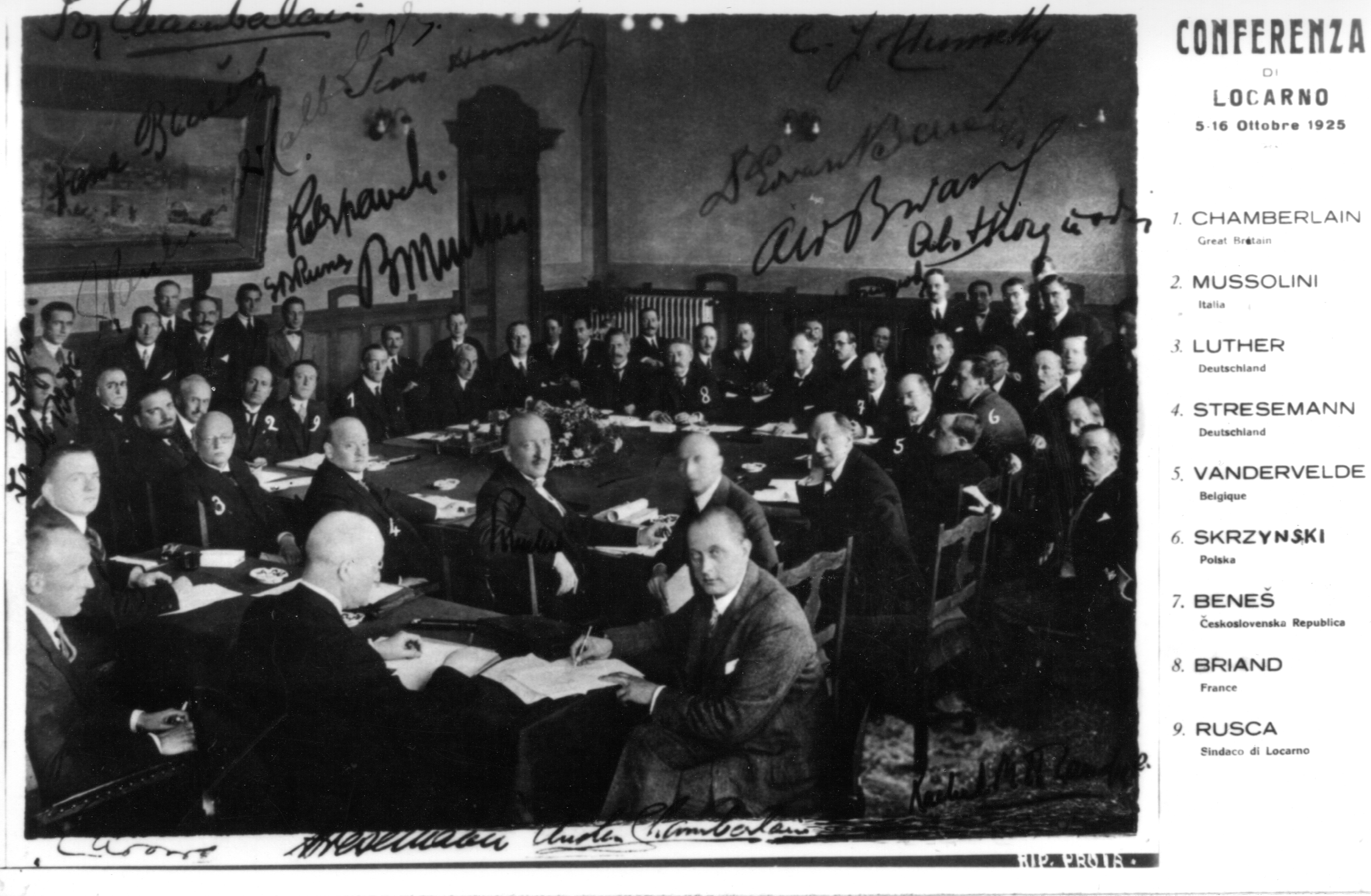
Firmants del Tractat de Locarno

Les diferents conferències tractaren de:
1. Pacte de l'estabilitat: fou un tractat entre Alemanya, Bèlgica, França, Regne Unit i Itàlia pel qual es garantien les fronteres occidentals d'Alemanya, la qual cosa garantia l'statu quo a l'Europa Occidental. Alemanya acceptà, així mateix, la pèrdua de les regions d'Alsàcia i Lorena.
2. Convenció d'arbitratge entre Alemanya i Bèlgica, per la qual es renuncia a l'ús de la força militar en un conflicte entre ambdós països
3. Convenció d'arbitratge entre Alemanya i França, per la qual es renuncia a l'ús de la força militar en un conflicte entre ambdós països
4. Convenció d'arbitratge entre Alemanya i Polònia, però en la qual Alemanya no reconeixia les seves fronteres orientals
5. Convenció d'arbitratge entre Alemanya i Txecoslovàquia, però en la qual Alemanya no reconeixia les seves fronteres orientals
6. França firmà, per separat, dos tractats d'aliança amb Polònia i Txecoslovàquia en els quals es garanteix l'ajuda armada mútua en cas d'un atac alemany.

## Efectes
Els Tractats de Locarno van marcar una certa millora en el clima polític d'Europa occidental entre 1925 i 1930; i van promoure expectatives per a la continuïtat dels assentaments pacífics, sovint anomenat "esperit de Locarno". Aquest esperit es va concretar quan Alemanya es va unir a la Societat de Nacions el 1926 i la retirada de les tropes aliades que ocupaven Renània d'Alemanya. El Premi Nobel de la Pau es va atorgar als principals negociadors del tractat, que va ser a Austen Chamberlain el 1925 i conjuntament a Aristide Briand i Gustav Stresemann el 1926.